# Гомберг, Борис Израилевич
Борис Израилевич Гомберг (псевдоним Ом-Бер; 24 июля 1881, Черкассы, Киевская губерния — ?) — российский юрист, адвокат и публицист.
Окончил Черкасскую гимназию и юридический факультет Киевского университета. Автор работ в области права и публицистики (статьи о К. Марксе, М. Штирнере и др.). Печатался в киевских периодических изданиях.

## Избранное
- К «вехам»: Из соврем. настроений в области философии истории : Уголов. дело по обвинению Шарль-Макса в покушении с обдум. заранее намерением на убийство действит. тайн. разрушителя г. Капитала / Ом-Бер. — Киев: Гонг, 1910. — 76 с.
- Опыт изложения основных начал этиологии преступления: Ч. 1- Чезаре Ломброзо и уголовная антропология. / Б. Гомберг. — Киев: тип. 2 артели, 1911. — 1911. — IV, 160 с.
  - Люблинский П. Гомберг Б. Опыт изложения основных начал этиологии преступления. Ч. 1. Чезаре Ломброзо и уголовная антропология. Санкт-Петербург и Киев, 1911 [Рецензия] / П. Люблинский. // Журнал уголовного права и процесса, издаваемый при Русской Группе Международного Союза Криминалистов. — 1912. — № 1. — С. 261—263.
- Записки помощника присяжного поверенного (1914).